# Пушич, Петар
Пе́тар Пу́шич (нем. Petar Pušić; 25 января 1999, Шаффхаузен, Швейцария) — швейцарский футболист, полузащитник клуба «Осиек».

## Карьера
Петар Пушич является уроженцем Шаффахаузена и начинал заниматься футболом в родном городе. В 12 лет перебрался в школу «Грасхоппера», одного из ведущих швейцарских клубов. С сезона 2016/2017 привлекался к тренировкам с основной командой. В феврале 2017 года подписал с клубом свой первый профессиональный контракт. 11 февраля дебютировал в чемпионате Швейцарии в поединке против «Лугано», выйдя на замену на 54-й минуте вместо Маргима Брахими. С сезона 2017/2018 стал игроком основного состава.
Выступал за юношеские сборные Швейцарии разных до 16, 17 и 18 лет.